# Rafael Shafrir
Рафаэл Шафри́р и Шафри́р-2 (ивр. שפריר‎, англ. Rafael Shafrir (2), буквально стрекоза (2)) — израильские ракеты класса «воздух — воздух», первая модификация разрабатывалась с 1959 года с оглядкой на американскую УР AIM-9B. По сравнению с AIM-9, имеет корпус большего диаметра (140 мм против 127 мм у AIM-9). В связи с тем, что первый вариант ракеты «Шафрир» имел очень низкую надёжность, Израиль сразу же приступил к разработке второй модификации «Шафрир-2», которая поступила на вооружение в 1969 году.
Ракеты применялась в военных конфликтах на Ближнем Востоке, известно о 109 случаях поражения самолетов обоими вариантами ракет (106 из них «Шафрир-2»).
Экспортировалась в Аргентину, Колумбию, Турцию, Чили.

## История

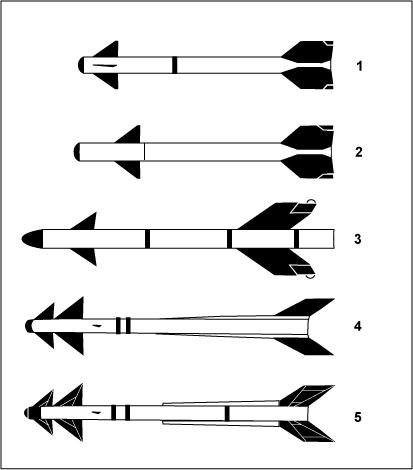
Сверху вниз: Shafrir 1, Shafrir 2, Python-3, Python-4, Python-5.

### Предпосылки
В условиях развивающегося в 1950-х годах Суэцкого кризиса и углубляющихся противоречий между Израилем и Египтом, США, стремясь усилить своё влияние на Ближнем Востоке и не допустить вхождения Египта в Советский блок, оказывали Израилю экономическую помощь, воздерживаясь при этом от слишком тесных отношений и тем более поставок оружия. В эти годы, основным поставщиком в Израиль современных (на тот период) вооружений стала Франция. В области управляемых ракет для ведения воздушного боя ВВС Израиля в 1959 году для вооружения истребителей «Супер Мистэ́р» компании Дассо Авиасьон закупили 40 французских ракет Nord-5103 с ручным командным наведением, дальностью стрельбы 4 км и изготавливавшихся серийно с 1956 года. Эти ракеты, получившие в Израиле название «Тахмас», из-за сложного управления были признаны в Израиле неперспективными. Более совершенная французская ракета Matra R.530 в конце 1950-х годов только начинала разрабатываться, получить же эффективную американскую АіМ-9В «Сайдвиндер» с пассивной тепловой ГСН, которая уже 24 сентября 1958 года открыла счёт сбитых в реальном бою самолётов, по указанным выше причинам ВВС Израиля не могли.

### Шафрир-1
К 1959 году, следуя политике поддержки собственной военной промышленности и уменьшения зависимости от военного импорта, ВВС Израиля выпустили требования на разработку собственной ракеты класса «воздух-воздух» с тепловой ГСН. Контракт на разработку «Шафрир» был заключен с компанией Rafael Armament Development Authority в марте 1959 года, при этом требовалось не просто создать ракету, а организовать всю необходимую инфраструктуру для проектирования, производства и испытаний. Главой этого проекта был Хилель Бар-Лев (ивр. הלל בר-לב‎).
Первый вариант ракеты являлся попыткой создать новую, полностью собственную конструкцию ракеты с малым радиусом действия для ведения ближнего боя. Однако, испытания прототипов закончились провалом. Через 2 года после начала работ, разработчикам стало окончательно ясно, что ракета не просто получилась неудачной, в конструкции первого варианта ракеты был допущен ряд принципиальных недостатков — слишком малые размеры ракеты (длина 2 м, диаметр 110 мм, масса 30 кг, в том числе 11 кг РДТТ) не позволяли исправить положение и провести существенные доработки конструкции. В качестве мер способных исправить положение конструкторы предложили увеличение диаметра корпуса до 140 мм, длины ракеты до 2,5 м, массы боевой части с 11 до 30 кг, оснащение ракеты роллеронами (как у «Сайдвиндера»), при этом стартовая масса ракеты возросла более чем вдвое — с 30 до 65 кг, дальность действия ракеты на малой высоте полёта возросла с 1,5 до 3 километров, а на высотах полёта порядка 10 км — с 3 до 9 км.
Несмотря на то, что характеристики ракеты не отвечали выдвинутым к ней требованиям, ВВС Израиля остро нуждались в ракете, поэтому 27 декабря 1962 года было принято решение о закупке 200 серийных ракет для вооружения истребителей Мираж-3. Предлагаемые Rafael улучшения внесённые в проект, так и остались на бумаге, из-за опасений, что эти работы повлекут за собой задержку развёртывания ракет в ВВС.
В марте 1963 года во Франции были проведены первые испытания «Шафрир» со стрельбами по маневрирующим целям. Результат был разочаровывающим, «Шафрир-1» показала полную неспособность такие цели поражать. Эти испытания привели к признанию факта, что «Шафрир» не отвечает потребностям ВВС, однако, учитывая тот факт, что никакой другой замены не было, было решено, что первые ракеты будут переданы в эскадрильи истребителей «Мираж-3C» в мае 1963 года. Предполагалось, что параллельно с этим, будет завершена программа модернизации ракеты и улучшения будет внесены в конструкцию ракеты (эти изменения затронули главным образом установку дистанционного взрывателя). 4 ноября 1963 года неудачница-«Шафрир» была официально принята на вооружение. 6 декабря 1965 года объём заказываемых в производство ракет был ограничен 120 ракетами и 50 пусковыми пилонами.
Достигнутая «Шафриром» вероятность поражения цели оценивалась в 21 % без использования дистанционного взрывателя и в 47 % при применении дистанционного взрывателя. Реальное боевое применение «Шафрир» с истребителя «Мираж-3C», также подтвердило её слабую эффективность — из десятков пусков в период до, вовремя и после Шестидневной войны, известно о сбитии только трёх самолётов:
- 5 июля 1967 года — МиГ-21 египетских ВВС[3],
- 2 февраля и 29 мая 1969 года — МиГи-21 сирийских ВВС[3].

В декабре 1970 года «Шафрир-1» официально снята с вооружения.

### Шафрир-2
Учитывая что «Шафрир-1» по своим характеристикам не устраивала ВВС Израиля, параллельно с поставкой её в 1963 году в войска, была начата разработка новой модификации ракеты — «Шафрир-2». В полном объёме работы по проекту новой ракеты начались 25 марта 1964 года. Первоначально разработка велась под руководством Хилель Бар-Лев, а в мае 1964 года его сменил доктор Зеев Бонен. Для снижения технологического риска разработки «Шафрир-2» разрабатывалась как увеличенный в габаритах вариант «Шафрир-1». Одни источники сообщают, что принципиально новым в ракете был только дистанционный электромагнитный взрыватель, тогда как другие утверждают, что при проектировании ракеты и головка самонаведения и дистанционный оптико-электронный взрыватель были заимствованы с «Шафрир-1».
В ходе Шестидневной войны израильскими войсками на египетском аэродроме Бир-Гафгафа на Синайском полуострове было захвачено около 80 советских ракет ближнего воздушного боя К-13 (около 40 исправных и столько же разобранных) и 9 пусковых устройств, которые являлись по сути результатом реверс-инжиниринга американского «Сайдвиндера». В декабре 1967 года, после испытаний на совместимость с оборудованием истребителей «Мираж-3» советские ракеты были приняты на вооружение 119-й эскадрильи ВВС Израиля. Вместе с тем, начиная с конца 1962 года, после заявления президента Кеннеди об «особых отношениях» с Израилем и о поставке ему военного оборудования, США начинает вытеснять французов с израильского рынка вооружений. А после Шестидневной войны, когда Франция ввела эмбарго на поставки Израилю своего оружия, США наконец-то продали (в 1968 году) Израилю ракеты «Сайдвиндер» — в начале AIM-9B («Баркан» в Израиле), а затем и АіМ-9D («Декер» в Израиле). Эти события, несмотря на успешный ход разработки «Шафрир-2», чуть не привели к остановке проекта, так как, хотя по своим характеристикам израильская ракета и превосходила АIM-9В, она уступала АIM-9D оснащаемой охлаждаемой ИК ГСН и дистанционным электромагнитным взрывателем, была почти вдвое дороже её и на порядок дороже АIM-9B.
Тем не менее, руководству Rafael удалось найти необходимые рычаги, чтобы убедить правительство Израиля в необходимости продолжить работы над «Шафрир-2» — 9 марта 1969 года был сделан первый заказ на серийное производство «Шафрир-2». Далее события развивались быстро — 14 апреля ВВС начали приёмку ракет, 1 июля было официально объявлено о боеготовности ракеты, а уже 2 июля 1969 года, на следующий день, с помощью «Шафрир-2» был сбит первый МиГ-21 египетских ВВС. В 1973 году, во время войны Судного дня эта ракета показала себя самой эффективной в ВВС Израиля: в 176 пусках, ею было сбито 89 египетских и сирийских самолётов, или 32,1 % от общего их количества. Производство «Шафрир-2» продолжалось вплоть до июня 1978 года, за это время было изготовлено 925 боевых ракет и 65 их учебных модификаций (считая поставленные на экспорт). С вооружения «Шафрир-2» была снята в 1980 году. Всего, за 11 лет нахождения на вооружении израильских ВВС, с помощью «Шафрир-2» было сбито 106 самолётов.

## Носители
Самолётами-носителями ракет «Шафрир-1» являлись французские истребители Mirage IIIC, а «Шафрир-2»: Mirage IIIC, Nesher, Kfir и штурмовик A-4 Skyhawk.

## Тактико-технические характеристики
| Модификация                    | «Шафрир-1»                                      | «Шафрир-2»                       |
| ------------------------------ | ----------------------------------------------- | -------------------------------- |
| Год начала поставок            | 1963                                            | 1969                             |
| Максимальная дальность         | 5 км                                            | 5 км                             |
| Минимальная дальность          | 0,5 км                                          | 0,5 км                           |
| Максимальная высота применения |                                                 | ~18000 м                         |
| Длина ракеты                   | 2,5 м                                           | 2,5 м (2,47)                     |
| Диаметр корпуса                | 140 мм                                          | 150 мм (160)                     |
| Размах крыла                   | 550 мм                                          | 550 мм (520)                     |
| Стартовая масса, кг            | 65                                              | 93                               |
| Максимальная скорость полета   | 2,5 М                                           | 2,5 М                            |
| Боевая часть                   | ОФ 11 кг                                        | ОФ 11 кг (4 кг ВВ)               |
| Взрыватель                     | контактный или дистанционный оптико-электронный | дистанционный оптико-электронный |
| Система наведения              | ИК ГСН                                          | ИК ГСН                           |
| Двигатель                      | РДТТ                                            | РДТТ (50 кг, 5 сек. работы)      |

## Комментарии
1. ↑  Советские К-13 применялись израильскими ВВС вплоть до начала 1970-х годов (впрочем, безрезультатно).
2. ↑  Начиная с поставок исключительно оборонительного вооружения, например ЗРК MIM-23 «Хок», к середине 1960-х годов США начинает поставлять Израилю и наступательные виды оружия.
3. ↑  Всего, Израилем в войне Судного дня было сбито 277 самолётов, из них 52 % — ракетами